# Sylvester James Gates
Sylvester James Gates, Jr., mais conhecido como S. James Gates, Jr ou Jim Gates (Tampa, Flórida, 15 de dezembro de 1950), é um físico estadunidense.

## Obras
- L'arte della fisica - Stringhe, superstringhe, teoria unificata dei campi, 2006, Di Renzo Editore, ISBN 88-8323-155-4.